# Bertha Eckstein-Diener
Bertha Eckstein-Diener   (Viena, 18 de març de 1874 - Ginebra, 20 de febrer de 1948), sovint coneguda pel pseudònim Helen Diner, va ser una escriptora, periodista i feminista austríaca.
És àmpliament reconeguda pel seu llibre Mütter und Amazonen (1930), probablement el primer a centrar-se en la història cultural femenina, que es considera un estudi clàssic de la matriarquia.
Era membre dels "Arturians", un grup d'intel·lectuals europeus actius durant els anys trenta, cadascun dels quals va adoptar un nom de la taula del rei Artús (Diener era sir Galahad). Cada membre es va comprometre a investigar una àrea de coneixement relativament desconeguda per la cultura occidental. Diener es va proposar documentar la història del feminisme que va infondre en el seu llibre Mütter und Amazonen amb un llenguatge líric i poètic.